# Leslie Megahey
Leslie Megahey, né le 27 décembre 1944 et mort le 27 août 2022, est un producteur, réalisateur et auteur de télévision britannique.